# Esclera
A esclera (do grego skleros ), também conhecida como esclerótica ou branco do olho, é a membrana externa, branca, fibrosa do globo ocular, ligeiramente mais azulada em crianças e preta em alguns animais, como no cavalo. Na fase de desenvolvimento embrionário, é formada pela crista neural. Em alguns vertebrados, a esclera origina o anel esclerótico, resultado de sua fusão com placas cartilaginosas.
É onde estão inseridos os músculos do bulbo do olho (extra-oculares). A superfície visível da esclera é coberta por uma membrana transparente e fina, chamada conjuntiva, que deriva da camada epitelial externa da córnea e que também cobre a face interna das pálpebras. É opaca e contém fibras de colágeno e elastina. Nas crianças, é mais fina e apresenta algum pigmento, o que confere a cor mais azulada. Nos idosos, entretanto, o depósito de gordura na esclera faz com que ela aparente uma coloração levemente amarelada. Existem algumas doenças como a esclerite, que podem causar cegueira parcial. Essas doenças podem produzir uma linha vertical no campo visual, resultando em acuidade visual abaixo de 100%.

## Imagens

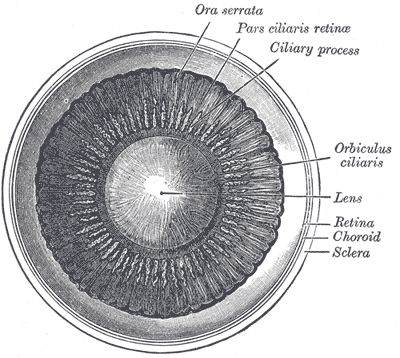
Interior da metade anterior do globo ocular.
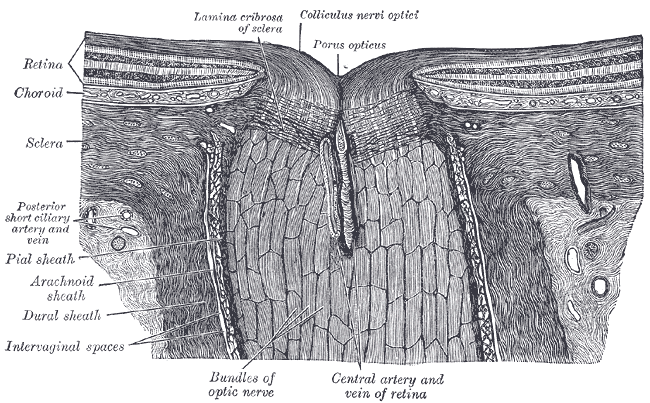
Porção terminal do nervo óptico e sua entrada no olho, numa secção horizontal.
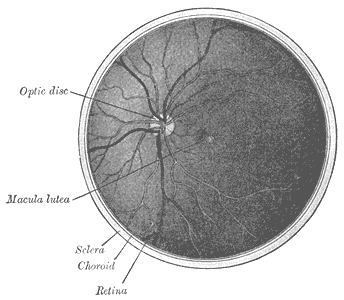
Interior da metade posterior do olho esquerdo.